# Nimbapanchax jeanpoli
Nimbapanchax jeanpoli är en fiskart som först beskrevs av Berkenkamp och Etzel, 1979.  Nimbapanchax jeanpoli ingår i släktet Nimbapanchax och familjen Nothobranchiidae. IUCN kategoriserar arten globalt som starkt hotad. Inga underarter finns listade i Catalogue of Life.